# Black Gold (2011)
Black Gold ist ein Monumentalfilm des französischen Regisseurs Jean-Jacques Annaud, der auch das Drehbuch schrieb. Im Zentrum der fiktiven Handlung stehen zwei verfeindete Königreiche auf der Arabischen Halbinsel, welche zu Beginn des 20. Jahrhunderts um einen ölreichen Landstrich kämpfen. Der Film basiert auf dem Roman Der schwarze Durst des Schweizer Schriftstellers Hans Ruesch. Die meisten Aufnahmen entstanden in Katar und Tunesien.

## Handlung
Arabien in den 1930er-Jahren: Noch immer ist die Arabische Halbinsel von miteinander verfeindeten Beduinenstämmen geprägt. In einem Krieg um das Gebiet des gelben Gürtel unterliegt Amar, König von Salmaah seinem Rivalen König Nesib von Hobeika und muss seine beiden Söhne Auda und Saleh ihm als Geiseln zur Absicherung des geschlossenen Friedensvertrages überlassen. Der Vertrag sieht vor, dass der gelbe Gürtel zu neutralem Gebiet erklärt wird, welches von keinem der beiden Herrscher beansprucht werden darf.
Die Jahre vergehen und die beiden Brüder wachsen zu jungen Männern heran. Die lebensfeindliche Umgebung, Krankheiten und nicht vorhandene medizinische Behandlung zehren an den Menschen Arabiens. Da wird von Vertretern der Firma Texan Oil im gelben Gürtel ein großes Ölvorkommen entdeckt und mit der Erlaubnis Nesibs erschlossen. Mit den damit verbundenen Einnahmen beginnt Nesib sein Königreich zu modernisieren. Da er das Gebiet, in dem das Öl gefunden wurde, laut des Friedensvertrages eigentlich nicht beanspruchen darf, entsendet Nesib eine Delegation nach Salmaah, um mit Amar zu verhandeln. Allerdings kehrt die Delegation kurze Zeit später zurück, ohne ihr Ziel erreicht zu haben. Darauf werden Stimmen laut, welche einen erneuten Krieg gegen Amar fordern. Das veranlasst schließlich Saleh dazu, seine Wächter zu töten und zu fliehen. Jedoch wird er auf der Flucht gefangen genommen und wenig später erschossen.
Doch anstatt sich an Auda zu rächen, zwingt Nesib ihn, Prinzessin Leyla, Nesibs Tochter, zu heiraten, wodurch Auda zum Familienmitglied und der Friedensvertrag somit ungültig würde. In einem letzten Versuch, eine Lösung des Konflikts durch Verhandlungen zu erreichen, entsendet Nesib Auda selbst zu seinem Vater.
In Salmaah angekommen wird jedoch schnell klar, dass Amar keine Ölförderung im gelben Gürtel erlauben wird. Aus diesem Grund plant Amar, gegen Nesib zu Felde zu ziehen. Dabei beabsichtigt er eine unbewaffnete Gruppe von entlassenen Sträflingen unter dem Kommando Audas durch die Wüste, die auch das Haus Allahs genannt wird, marschieren zu lassen, um Nesibs Truppen abzulenken, so dass Amar mit der eigentlichen Streitmacht Hobeika nehmen kann.
Nach anfänglichem Zweifel übernimmt Auda das Kommando über die Einheit und begibt sich begleitet von seinem Halbbruder Ali auf den Weg in Richtung Hobeika. Als seine Einheit auf gepanzerte Fahrzeuge des Gegners trifft, gelingt es Auda überraschenderweise, diese mit einer geschickten Taktik zu besiegen. In der Folge schafft es die Armee Audas immer wieder, im Kampf den Feind zu besiegen. Bei einem Überfall auf das Lager der Bani Sirri befreit er schließlich zahlreiche Sklaven und lässt das Stammesoberhaupt gefesselt zurück. Als Auda schließlich angeschossen wird und daraufhin in ein todesähnliches Koma fällt, aus welchem er erst wieder bei einem Totengebet erwacht, denken die meisten Stammesmitglieder, dass er von den Toten auferstanden und deshalb der Mahdi sei. Durch dieses Ereignis und die Sklavenbefreiung wird er schließlich so populär, dass es ihm gelingt, alle südlichen Stämme zu einen und in den Kampf zu führen. Allerdings fällt sein Halbbruder Ali zur selben Zeit einem Luftangriff zum Opfer.
Schließlich erreicht Auda mit seinem Heer Hobeika, welches aber bereits von seinem Vater belagert wird. Dieser hat bereits die Kapitulation Nesibs erreicht und eine Rückkehr zum alten Friedensvertrag erzwungen, weshalb er sofort die Ölförderung einstellen lässt. Trotz des somit ausgehandelten Friedens schießt der Scheich der Bani Sirri aus Rache für seine Demütigung auf Auda, trifft dabei allerdings seinen Vater Amar tödlich. Da nun die Männer Nesibs fürchten Opfer der Rache Audas und seiner Armee zu werden, eröffnen diese erneut den Kampf, den sie allerdings verlieren, was schließlich dazu führt, dass Nesib zugunsten seiner Tochter Leyla abdankt, was Auda ermöglicht, beide Königreiche zu vereinen und mit Hilfe der Öleinnahmen den Staat zu modernisieren, was sein konservativer Vater niemals zugelassen hätte.

## Hintergrund
Jean-Jacques Annauds Film legt anhand einer fiktiven Geschichte dem Zuschauer die Zeit der Öl-Entdeckung in Arabien und die mit ihr verbundenen gesellschaftlichen Konflikte der Araber dar, die zum Teil bis heute nicht überwunden sind. So stellt König Nesib den skrupellosen, aber aufgeklärten, weltoffenen Herrscher dar, der erkennt, dass einzig das Öl in der Lage ist den Entwicklungsstillstand zu heben und die Araber aus einem täglichen Überlebenskampf zu befreien. König Amar fungiert als Gegenpart des charakterlich edlen, aber rückständigen konservativen Herrschers, den vor allem die reaktionären Religionsgelehrten beraten. In einer Schlüsselszene diskutiert Auda mit den Religionsgelehrten über die Vorteile des Öls, wobei diese versuchen religiös zu begründen, dass der Nutzen des Öls unislamisch und ketzerisch sei, worauf Auda entgegnet, warum Gott das Öl in den Boden der Araber stecke, wenn er nicht will, dass sie es nutzen.
Sucht man historische Parallelen, kann man die Religionsgelehrten von Salmaah durchaus mit dem ultra-orthodoxen Gelehrtenestablishment der Wahhabiten in Saudi-Arabien gleichsetzen, die ebenfalls – wie im Film – gegen die Ölförderung, Präsenz von Nichtmuslimen und technische Neuerungen waren und deren Widerstand von der Zeit des Telegraphen über das Radio, Fernsehen bis hin zu Zeiten des Internets und in die Gegenwart reicht. Die Königreiche von Salmaah und Hobeika stellen in dieser Hinsicht ein altes, an der Vergangenheit und Tradition festhaltendes und ein fortschrittliches, modernes Arabien dar, während Auda später einen Weg der Mitte einschlägt und sein Volk in eine neue Zeit der Veränderung und des Wohlstands führt.

## Kritik
„Abenteuer-Epos um den Beginn des globalen Öl-Hungers und seiner destruktiven Folgen. Der unterhaltsame Film solidarisiert sich zwar mit der bedrohten Beduinenkultur, bedient aber zugleich ausführlich orientalistische Klischees und wirkt mehr wie ein Märchen aus 1001 Nacht denn als Versuch einer Annäherung an historische Fakten.“

„Doch Annaud scheitert auf fast allen Ebenen. Die Geschichte bleibt seltsam banal, die Charaktere schauerlich dünn, zumal die Hauptdarsteller auch nicht wirklich arabisch wirken. So bleiben lediglich einige erbauliche Wüstenbilder.“

„Opulent bebilderte Hommage an „Lawrence von Arabien“ & Co., die sich zwar zunächst etwas hinzieht, das Ausharren aber in der zweiten Hälfte mit einer imposant gefilmten Wüsten-Tour-de-Force belohnt.“

Die Deutsche Film- und Medienbewertung (FBW) in Wiesbaden verlieh dem Film das Prädikat besonders wertvoll.